# فریبا هشترودی
فریبا هشترودی (فرانسوی: Fariba Hachtroudi‎؛ زادهٔ ۱۹۵۱ میلادی) روزنامه‌نگار و نویسنده اهل ایران است.
او دختر محسن هشترودی (ریاضی‌دان) و رباب هشترودی (استاد ادبیات فارسی و علوم انسانی) است. آیت‌الله شیخ اسماعیل هشترودی (از روحانیان سرشناس دوران انقلاب مشروطیت) نیز پدربزرگش بود.
وی در سال ۱۹۶۳ میلادی به فرانسه رفت در رشتهٔ باستان‌شناسی تحصیل کرد و مدرک دکترای خود را در سال ۱۹۷۸ میلادی دریافت داشت.
فریبا هشترودی در سال‌های آغازین حرفهٔ روزنامه‌نگاری خود دربارهٔ جنگ ایران و عراق، مقالات و گزارش‌های خبری می‌نوشت. او همچنین پس از انقلاب ۱۳۵۷ ایران، مطالب جدل‌آمیز علیه سید روح‌الله خمینی و مقامات مذهبی ایرانی می‌نگاشت. 
فریبا هشترودی مابین سال‌های ۱۹۸۱ تا ۱۹۸۳ میلادی، ساکن سری‌لانکا بود و در «دانشگاه کولومبو» تدریس می‌کرد. در سال ۱۹۸۵، به‌طور مخفیانه از مرز بلوچستان وارد ایران شد تا به تحقیق دربارهٔ اثرات انقلاب و جنگ ایران و عراق بر روی زندگی ایرانیان بپردازد. کتاب نخست او «تبعیدی» به تجربیات او در این مورد می‌پردازد.
از سال ۱۹۹۵ میلادی، فریبا هشترودی به‌هدایت و ادارهٔ «سازمان فرهنگی-بشری محسن هشترودی» (MoHa) مشغول بوده‌است که «جایزهٔ ادبی گیتانجالی» را اهدا می‌کند.
نخستین رمان فریبا هشترودی به‌نام «ایران، کرانه‌های خون» برندهٔ «جایزهٔ حقوق بشر جمهوری فرانسه» در سال ۲۰۰۱ شد.

## گزیدهٔ آثار

### کتاب‌های غیر رمان
- تبعیدی (۱۹۹۱)
- زنان ایرانی (۲۰۰۴)
- در بازگشتم از ایران (۲۰۰۸)
- خمینی اکسپرس (۲۰۰۹)
- علی خامنه‌ای یا اشک‌های خدا (۲۰۱۱)

### رمان
- ایران، کرانه‌های خون (۲۰۰۰)
- من با جانی در نوتردام-دو-سیون ازدواج کردم (۲۰۰۶)
- سرهنگ و طعمه ۴۵۵ (۲۰۱۴)

### دفتر شعر
- پرتگاه